# 友松篤信

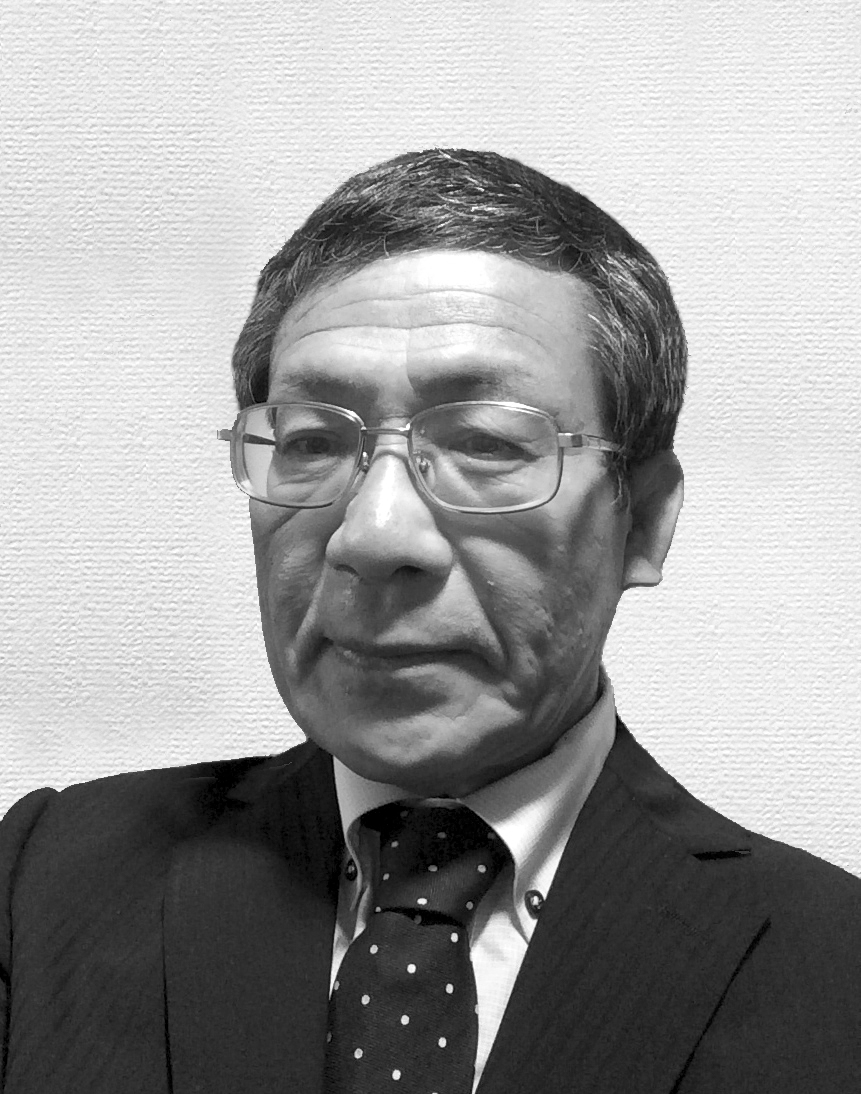

友松 篤信（ともまつ あつのぶ、1948年 - ）は、日本の国際関係論の学者である。専門は国際協力論、技術協力論、国際交流論。宇都宮大学名誉教授。

## 来歴・人物
愛知県名古屋市生まれ。1973年埼玉大学理工学部生化学科卒業、78年名古屋大学大学院農学研究科博士後期課程修了。80年名古屋大学農学部助手。JICA（現、国際協力機構）から, 80-83年インドネシア（ボゴール農科大学）、85年タイ王国（カセサート大学）、86-88年国際食料政策研究所(IFPRI)、87年世界銀行・国際通貨基金総会に派遣。91年宇都宮大学農学部助教授、94年宇都宮大学国際学部教授、1997-2007年東京大学農学部講師併任、2005-08年宇都宮大学学長特別補佐。13年宇都宮大学ハラール研究会設立。14年定年退職、名誉教授。15年株式会社F & T JAPAN代表取締役。1980年農学博士（名古屋大学）。
名古屋大学大学院で瓜谷郁三教授、旭正助教授に植物生化学を学ぶ。JICA国際協力専門員として東南アジア、南アジア、アフリカで政府開発援助(ODA)事業に従事。インドネシアとタイの大学への実証的研究方法の導入、ブータンでの商品作物の輸出振興、タイとケニアでの基礎医学研究所の設立、インドネシアの食料政策研究など、農業開発、社会開発、教育協力、研究協力の幅広い分野で発展途上国に貢献。それらの経験から「はじめに専門ありきではなく、はじめに問題ありき」の現場重視の立場に立って宇都宮大学で国際協力論を講じ、開発ファシリテーション、開発インテリジェンスなどの実践的アプローチを教え、グローバル人材養成のためのグローバルキャリア教育を提唱。宇都宮大学ハラール研究会でハラール理解のための活動を続ける一方、退職後は大学発ソーシャルベンチャーを設立。社会起業家として、日本社会のハラール対応推進を通じて東南アジア・イスラム圏との結びつきを強める社会貢献活動を行っている。また、農業開発専門家として、東南アジア諸国連合（ASEAN）が進めるポストハーベストロス削減に協力している。
2013年宇都宮大学ハラール研究会会長、15年KDDI財団表彰、一般社団法人・食感性コミュニケーションズ理事、17年東南アジア諸国連合（ASEAN）専門家。04年より放送大学非常勤講師。

## 著書
国際協力
- 『日本のODAの国際評価〜途上国新聞報道にみる日米英独仏〜』（共著）福村出版、2011年
- 『実践ガイド 国際協力論』（共編著）古今書院、2010年
- 『大学テキスト 国際協力論』（共編著）古今書院、2006年
- 『国際開発ハンドブック』（編著）明石書店、2005年

農業開発
- 『植物逆境生物化学及分子生物学』（共著）中国衣並出版社、中華人民共和国、2004年
- 『ストレスの植物生化学・分子生物学〜熱帯性イモ類とその周辺〜』（共著）学会出版センター、2001年
- 『国際農業協力論—国際貢献の課題と展望』（共編著）古今書院、1994年
- Biotechnology for Asian Agriculture, coauthor, Asian & Pacific Development Centre, 1991

開発教育
- 『「外国」の学び方』（共著）ラピュータ、2017年

- 『世界を見るための38講』（共著）下野新聞社、2014年
- 『グローバルキャリア教育〜グローバル人材の育成〜』（編著）ナカニシヤ出版、2012年
- 『栃木から世界をのぞく』（共編著）下野新聞社、2005年

宗教・文化
- Zazen: The way to Awakening, coauthor, iUniverse, Inc., USA, 2011
- Traditional Dietary Culture in Southeast Asia, transl. of A. Matsuyama’s book, Columbia University Press, USA and Kegan Paul International, UK, 2003
- 『続・座禅はこうするのだ』（共著）地湧社、1998年

## 論文
国際協力
- 「日本の政府開発援助のレピュテーション 〜ベトナム、パキスタン及びケニアにおける新聞報道の比較分析〜」『情報社会学会誌』第5巻第2号、2010年
- 「日本の政府開発援助(ODA)に関する海外新聞報道の分析〜ベトナムの事例から〜」『情報社会学会誌』第3巻第2号、2009年
- “Development Partnership between Japan and Local NGOs: A Case Study in Indonesia” Ritsumeikan International Affairs, 2, 41-49, 2004
- "Japanese Technical Cooperation in Malaysia: Analysis of Project Finding Capability, the Roles of Experts and Malaysian Mass Media " J. Internat. Develop. Studies, 6, 1998
- 「日本のプロジェクト方式技術協力における諸問題〜スリランカ・マハベリ農業開発計画の評価調査から〜」『開発学研究』第7巻第2号、1997年
- 「途上国における研究活動の特徴と研究協力のあり方ー農業分野の事例からー」『国際協力研究』第1巻第2号、1985年

農業開発
- “Chemical Constituents of Sugar-Containing Sap and Brown Sugar from Palm in Indonesia” Jpn. J. of Tropical Agric., 40, 175〜181, 1996
- 「熱帯ポストハーベストにおける開発と環境保全へのアプローチ」『熱帯農業』第36巻第4号、1992年
- 「熱帯における農業の継続に関する研究[1]企業的農場の継続性を阻害するブラックホール的要因の存在」『開発学研究』第2巻第2号、1992年
- 「収穫後損失の研究[3]インドネシア・ジャワ島の収穫後システムにおける米穀の損失について」『開発学研究』第2巻第2号、1992年
- 「収穫後損失の研究[2]インドネシア・ジャワ島における米穀損失に影響を及ぼす要因について」『開発学研究』第2巻第1号、1991年
- 「収穫後損失の研究[1]インドネシア・ジャワ島における米穀損失の発生について」『開発学研究』第1巻第2号、1991年
- “Chemical and Microbiological Aspects of Dadih in Indonesia”, Jpn. J. of Dairy Products and Food Science, 32, A7〜A14, 1986
- "The analytical study on "Kecap"-an indonesian soy sauce", Jpn. J. of Food Sci. & Tech. 32, 67-73, 1985
- “Traditional Milk Products Made from Buffalo Milk by Use of Higher Plants as Coagulants in Indonesia”, Jpn. J. of Dairy Products and Food Science, 32, A103〜A110, 1985
- 「インドネシアの農学教育に対する我国の援助協力ーボゴール農科大学農業工学部農産加工パイロットプラント計画の場合ー」『乳製品・食品科学学会誌』第32巻第5号、1983年
- 「インドネシアにおけるラギとその発酵食品への利用」『日本食品工業学会誌』第29巻第11号、1983年

植物生化学
- “An Enzyme in Mung Bean Leaves That Damages Cell Organelles Which Leads to Loss of Their Matrix Enzymes”, Plant & Cell Physiol. 21, 689〜698, 1980
- “Non-synchronous Increases in Activities of Peroxisomal enzymes in Etiolated Mung Bean Seedling leaves after illumination”, Plant & Cell Physiol.19, 183〜188, 1978
- “Purification and Properties of Two Enzymes Hydrolyzing Synthetic Substrates, N-α-Benzoyl-D,L-arginine p-Nitroanilide, from Pea Seeds”, Agric. Biol. Chem. 42, 315〜322, 1978